# Brachymyrmex australis
Brachymyrmex australis es una especie de hormiga perteneciente al género Brachymyrmex, categorizada en la tribu Myrmelachistini, de la subfamilia Formicinae.

## Distribución
La especie es nativa de la región del Neotrópico. Se distribuye por América, en Argentina, Bahamas, Brasil, Colombia, Costa Rica, Cuba, República Dominicana, Ecuador, Guayana Francesa, Guatemala, Guyana, Jamaica, México, Panamá, Paraguay, Perú y Uruguay. Se ha encontrado a altitudes de 5-1250 m s. n. m.

## Taxonomía
Fue descrita por Forel en 1901.